# Groemant
Groemant (Russisch: Грумант), ook bekend onder de Noorse namen Grumant of Grumantbyen (Russisch: Грумантбюэн; Groemantbjoeën), is een verlaten Sovjet-Russische-mijnbouwplaats in het noordelijk deel van het hoofdeiland van de archipel Spitsbergen. De plaats ligt aan de Isfjord tussen de bergen Grønberget en Lindstrømfjellet, op iets ten zuidwesten van Longyearbyen en iets ten noordoosten van de verlaten Russische mijnbouwplaats Oegolnaja Boechta (Noors: Colesdalen of Colesbukta).
De naam is afkomstig van een toponiem dat de Pomoren vroeger gebruikten om heel Spitsbergen aan te duiden en mogelijk een verbastering is van 'Groenland', waarmee het eiland werd verward.

## Geschiedenis
Groemant was vroeger een plaats waar walvisjacht plaatsvond. De eerste Russische plaatsen verrezen hier rond 1910. Het Russische staatskolenbedrijf Arktikoegol bevond zich hier lange tijd en zette er mijnbouwoperaties op. De steenkool moest vanwege ongeschikte aanmeerplaatsen per smalspoorlijn (40 cm breed) worden vervoerd naar verderop gelegen Russische nederzetting Oegolnaja Boechta ('steenkoolbaai'), vanwaar het verder werd vervoerd per schip. In die tijd vormde Groemant de grootste plaats op heel Spitsbergen met ongeveer 1200 inwoners. Tijdens de Tweede Wereldoorlog werden alle sovjetmijnbouwactiviteiten tijdelijk gestaakt. In 1946 werden de mijnen weer opgengesteld. Op 15 juli 1961 liet de Sovjet-Unie de productie stopzetten vanwege de moeilijke winlocaties en de dalende opbrengsten. Een jaar later was de plaats ontruimd. Er was toen 2 miljoen ton steenkool gewonnen. In 1981 werd een nieuwe geologische expeditie uitgevoerd naar het gebied, waarbij bleek dat zich er nog ongeveer 100 miljoen ton onder de grond moet bevinden. Er zijn tot op heden echter geen plannen om Groemant weer open te stellen. Wel zijn er plannen om Oegolnaja Boechta weer open te stellen en haar door een spoorlijn met Barentszburg te verbinden.